# Ischyrhiza
Ischyrhiza is een uitgestorven geslacht van haaien, dat leefde in het Krijt.

## Beschrijving
De kaak van deze 220 cm lange haai was bezet met kleine tanden. Het dier had ook een rostrum, dat bezet was met grote tanden. Dit rostrum werd waarschijnlijk gebruikt om voedsel uit de bodem los te woelen of ter verdediging tegen predators. De rostrale tanden hadden een verlengde, afgeplatte en puntige kroon, met snijvlakken aan de voor- en achterkant. Aan de basis van het snijvlak van de kroon zat aan de achterkant een knobbeltje. De basis had een geplooid boven- en ondervlak en was verdeeld.

## Leefwijze
Deze haai leefde voornamelijk in brakke, zoute wateren. Zijn voedsel bestond voornamelijk uit wormen en kreeftachtigen, die het dier met zijn getande rostrum loswoelde uit het sediment.

## Vondsten
Fossielen van deze vis werden gevonden in Noord- en Zuid-Amerika, Afrika en Europa .